# Natura 2000-område nr. 182 Holtug Kridtbrud
Natura 2000-område nr. 182 Holtug Kridtbrud   er et Natura 2000-område der består af habitatområderne H183 og har et areal på   6 hektar, der hovedsageligt er ejet af Miljøstyrelsen, og ligger ud til det marine Natura 2000-område nr. 206 Stevns Rev.

## Områdebeskrivelse
Det er et tidligere kridtbrud, der er udpeget for at beskytte kalkoverdrev, men også  for at beskytte stor vandsalamander og kransnålalgesøer, som er artens ynglebiotop i
området.
Området har store geologiske og botaniske værdier,  med forekomst af sjældne og rødlistede plantearter som f.eks. stor gyvelkvæler, kvasthøgeurt, langbladet bakketidsel og filtet soløje. I klinteprofilen kan aflæses tre geologiske tidsaldre: I den
øverste del findes moræne og bryozokalk, i den nederste del findes skrivekridt bestående af skaller
(kalkflagellater). De to lag er adskilt af et tyndt lag fiskeler, som er en meget sjælden geologisk
forekomst på verdensplan. Fiskeleret blev dannet i samme tidsperiode som da dinosaurerne
uddøde for omkring 65 millioner år siden.
Natura 2000-området ligger   i Vandområdedistrikt II Sjælland  i vandplanomåde  2.4 Køge Bugt.  i  Stevns kommune.

## Fredninger
Stevns Klint Trampesti passerer Holtug Kridtbrud, og blev i 2021  omfattet af en  fredning.